# کلر شازل
کلر شازل به فرانسوی Claire Chazal متولد اول دسامبر ۱۹۵۶، خبرنگار فرانسوی و مدیر سابق بخش اخبار در کانال تلویزیونی ت اف۱ می‌باشد. او از سال ۱۹۹۱ تا ۱۳ سپتامبر ۲۰۱۵ در کانال تلویزیونی ت اف ۱ شب‌های جمعه و شنبه و یکشنبه گوینده اخبار بودو از ژانویه ۲۰۱۶ مجری برنامه «ورود آزاد» در کانال ۵ می‌باشد.